# 1. Westfälisches Feldartillerie-Regiment Nr. 7

Regimentssignet

Das Feldartillerie-Regiment „Prinzessin Carl von Preußen“ (1. Westfälisches) Nr. 7 war ein am 29. Februar 1816 durch König Friedrich Wilhelm III. von Preußen gestifteter Artillerieverband der Preußischen Armee, dessen älteste Batterie sich bis 1688 zurückverfolgen lässt.

## Geschichte

### Ursprünge des Regiments
Das Regiment wurde gemeinsam mit einem Garde- und sieben weiteren Linienartillerie-Brigaden aus den Stammkompanien der Artilleriebrigaden gebildet, die in den Freiheitskriegen gegen Napoleon gekämpft hatten – der Preußischen Artilleriebrigade, der Brandenburgischen Artilleriebrigade und der Schlesischen Artilleriebrigade. Älteste Teileinheit der Preußischen Artilleriebrigade war deren 3. reitende Kompanie, errichtet 1688. Das Regiment war die im Bereich des VII. Armee-Korps aufgestellte Einheit. Nach der Provinz seiner Garnison hieß es zunächst 2. Rheinische Artillerie-Brigade. Im April 1816 wurde es in 7. Artillerie-Brigade umbenannt und erhielt 1824 den Zusatz „Westfälische“.
Das Regiment wurde aufgestellt aus acht mobilen Batterien und sechs immobilen Kompanien und bestand danach aus zwölf Fuß-, drei reitenden und einer Handwerkskompanie. Die mobilen Batterien hatten sämtlich an den Befreiungskriegen teilgenommen und sich in verschiedenen Schlachten ausgezeichnet.

### Regiment 1816/1913
Aus diesen fünfzehn Kompanien wurden drei Abteilungen gebildet, welche die Standorte Köln, Koblenz und Düsseldorf erhielten. 1832 traten Münster und Wesel an die Stelle von Köln und Koblenz. 
1850 erfolgte die Umbenennung von 7. Westfälische Artillerie-Brigade in 7. Artillerie-Regiment, was 1860 durch Westfälische Artillerie-Brigade Nr. 7 ersetzt wurde. Der Sitz des Brigadestabes war Münster. 1864 wurde der Verband aufgrund der fortschreitenden Waffenentwicklung geteilt in das Westfälische Festungsartillerie-Regiment Nr. 7 und in das Westfälische Feldartillerie-Regiment Nr. 7. Die Fußabteilungen waren nunmehr stationiert in Köln, Wesel und Minden, die reitende Abteilung in Wesel.
Das Regiment focht siegreich 1864 im Deutsch-Dänischen Krieg, 1866 im Preußisch-Österreichischen Krieg und 1870/71 im Deutsch-Französischen Krieg.
Aufgrund der weiteren waffentechnischen Spezialisierung schied 1872 die Festungsartillerie aus der Brigade aus. Das inzwischen auf 14 bis 15 Batterien angewachsene Regiment wurde geteilt in zwei neue Regimenter, das Westfälische Feldartillerie-Regiment Nr. 7, Divisionsartillerie in Münster und das hier behandelte Westfälische Feldartillerie-Regiment Nr. 7, Korpsartillerie in Wesel. Die Fußabteilungen wurden in Feldabteilungen umbenannt. Beide Regimenter bildeten zusammen die 7. Feldartillerie-Brigade. 1874 wurde das Regiment in Münster abschließend in 2. Westfälisches Feldartillerie-Regiment Nr. 22 und das Regiment in Wesel in 1. Westfälisches Feldartillerie-Regiment Nr. 7 umbenannt. Dem Regiment gehörten ungeachtet der verschiedenen Umstrukturierungen seit Gründung noch drei Fußkompanien (4., 8. und 9.), nunmehr bezeichnet als 1., 2. und 3. Batterie, und die drei reitenden Batterien an.
1887 wurde dem Regiment die 1. reitende Batterie unterstellt. Sie war die älteste Batterie des Regiments, da es sich um die bereits vor 1809 als 3. reitende Stammkompanie der Preußischen Artillerie-Brigade unterstellte Batterie handelte. Sie ging zurück auf die 2. reitende Kompanie aus der Zeit vor 1806, die sich wiederum bis zum Jahr 1688 zurückverfolgen lässt. 
Zwischen 1891 und 1897 wurde in Wesel eine neue Kaserne für die I. und III. Abteilung errichtet. Im Juli 1895 zog die Garnison der reitenden Abteilung des 1. Westfälisches Feldartillerie-Regiment Nr. 7 von Wesel in die Kaserne am Kaiserhain (Düsseldorf-Derendorf).
1899 wurde aus dem Regiment die 14. Feldartillerie-Brigade gebildet, die sich aus dem 1. Westfälischen Feldartillerie-Regiment Nr. 7, bestehend aus der bisherigen I. und der Reitenden Abteilung und dem Cleveschen Feldartillerie-Regiment Nr. 43, bestehend aus der bisherigen II. und III. Abteilung zusammensetzte. In der Folge wurden die noch vorhandenen reitenden Batterien in fahrende Batterien umgewandelt.
Das Regiment, zur 14. Division gehörend, bestand nunmehr aus:
- Regimentsstab in Wesel
  - I. Abteilung in Wesel
    - 1. Fahrende Batterie (gegründet 1913)
    - 2. Fahrende Batterie (gegründet 1893)
    - 3. Fahrende Batterie (gegründet 1813)

  - II. Abteilung in Düsseldorf
    - 4. Fahrende Batterie (gegründet 1913)
    - 5. Fahrende Batterie (gegründet 1866)
    - 6. Fahrende Batterie (gegründet 1813)

### Einsätze

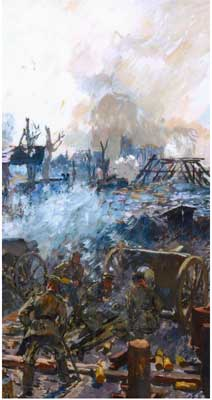
Das 1. Westfälische Feldartillerie-Regiment Nr. 7 in der Herbstschlacht bei La Bassée-Loos am 25. September 1915 (Ausschnitt eines Gemäldes von Theodor Rocholl von 1917 nach einer Skizze „an Ort und Stelle“)

Das Regiment oder wesentliche Teile des Regiments nahmen an folgenden Schlachten und Gefechten teil:

#### Befreiungskriege 1813/15
- Schlacht bei Großbeeren
- Schlacht bei Dennewitz
- Völkerschlacht bei Leipzig
- Einschließung von Torgau von November 1813 bis Februar 1814
- Einschließung von Wesel von Februar bis April 1814
- Schlacht bei Ligny
- Schlacht bei Waterloo

#### Schleswig-Holsteinische Erhebung 1849
- Schlachten des Preußisch-Dänischen Krieges

#### Deutsch-Dänischer Krieg 1864
- Gefecht von Missunde am 2. Februar 1864
- Beschießung und Erstürmung der Düppeler Schanzen von 15. März bis 18. April 1864

#### Deutscher Krieg 1866
- Schlacht bei Langensalza am 27. Juni
- Schlacht bei Münchengrätz am 28. Juni
- Schlacht bei Königgrätz am 3. Juli
- Gefecht bei Dermbach am 4. Juli
- Schlacht bei Kissingen am 10. Juli
- Gefechte bei Aschaffenburg am 14. Juli
- Gefechte bei Helmstadt am 25. Juli
- Gefecht bei Gerchsheim am 25. Juli
- Beschießung von Würzburg am 27. Juli

#### Deutsch-Französischer Krieg 1870/71
- Schlacht bei Spichern am 6. August
- Avantgardengefecht bei Forbach am 7. August
- Schlacht bei Colombey am 14. August
- Gefecht am Bois de Vaux am 17. August
- Schlacht bei Gravelotte am 18. August
- Belagerung von Metz vom 19. August bis 27. Oktober
- Gefecht bei Beaumont am 30. August
- Schlacht bei Noisseville am 31. August
- Schlacht bei Sedan am 1. September
- Gefecht bei Foret la Folie am 7. November
- Belagerung von Thionville vom 10. bis 24. November
- Einschließung von Longwy vom 16. November bis 9. Januar 1871
- Belagerung von Mézières vom 19. Dezember bis 1. Januar 1871
- Gefecht bei Rimogue und Tremblois bei Harcy am 22. Dezember
- Handstreich auf Rocroi am 5. Januar
- Avantgardengefecht bei Piemont vor Langres am 17. Januar
- Schlacht am Mont Valérien am 19. Januar
- Schlacht bei Saint-Quentin am 19. Januar
- Gefecht bei Chaffois am 29. Januar
- Einschließung und Belagerung von Paris vom 19. September 1870 bis 28. Januar 1871

#### Erster Weltkrieg
Zu Beginn des Ersten Weltkriegs machte das Regiment am 2. August 1914 mobil und kämpfte in der Folge in den großen Schlachten an der Westfront:
- 1914 Schlacht an der Marne
- 1915 Erste Schlacht (Lorettoschlacht) und Zweite Schlacht bei La Bassée
- 1916 Schlacht um Verdun
- 1916 Schlacht an der Somme
- 1917 Dritte Flandernschlacht
- 1918 Große Schlacht um Frankreich

Gemäß Verordnung des Kriegsministeriums vom 16. Januar 1917 wurde der Verband um eine III. Abteilung erweitert. Mitte April desselben Jahres änderte sich das Unterstellungsverhältnis des Verbandes und das Regiment kam zur 236. Infanterie-Division, der es über das Kriegsende hinaus bis zum 13. Dezember 1918 angehörte.
Die Verluste beliefen sich an Gefallenen auf 21 Offiziere und 357 Unteroffiziere und Mannschaften sowie an Verwundeten auf 51 Offiziere und 811 Unteroffiziere und Mannschaften.

#### Demobilisierung
Nach Kriegsende trat das Regiment den Rückmarsch in die Heimat an, wo es ab 13. Dezember 1918 in Herford demobilisiert wurde.

#### Freikorps
Aus Teilen bildeten sich die Freiwilligenformationen Freiwillige Batterie „Jauch“ und Freiwillige Batterie „Hasenclever“, die sich am Kampf gegen die Rote Ruhrarmee beteiligten.
- 1920 Niederschlagung des Ruhraufstandes

## Traditionsträger
Die Tradition wurde in der Reichswehr zunächst durch die 12. Batterie des 6. (Preußisches) Artillerie-Regiments in Verden (Aller) übernommen. In der Bundeswehr führte es bis zu seiner Auflösung am 31. Dezember 2002 das Raketenartillerie-Bataillon 150 im Artillerieregiment 7 in Hamminkeln bei Wesel fort. Das Artillerieregiment 7 wurde aufgelöst mit der 7. Panzerdivision, der es unterstellt war. Die 7. Panzerdivision wurde am 30. Juni 2006 außer Dienst gestellt. Die ihr unterstellten Einheiten wurden entweder aufgelöst, zu Geräteeinheiten umstrukturiert oder auf die Division Luftbewegliche Operationen (DLO) (z. B. die Panzerbrigade 14) und die Eingreifdivision/1. Panzerdivision (z. B. die Panzerbrigade 21) aufgeteilt.

## Regimentsfahne
Am 26. Mai 1816 erhielt das Regiment durch königliche Ordre als Zeichen der Anerkennung für die Tapferkeit seiner Einheiten in den Befreiungskriegen eine Fahne verliehen. Diese verblieb nach den verschiedenen Teilungen beim Feldartillerie-Regiment Nr. 7 und wurde in den Kriegen 1864, 1866 und 1870/71 mit ins Feld genommen. Die Fahne wurde mit den für die Kriegsteilnahme verliehenen verschiedenen Auszeichnungen geschmückt, darunter das Eiserne Kreuz in der Spitze und Fahnenbänder. Nachdem 1900 bestimmt wurde, dass die Feldartillerie grundsätzlich keine Fahnen mehr führen sollte, ging die Fahne in das ausschließliche Eigentum des abgespaltenen Fußartillerie-Regiments Nr. 7 über.

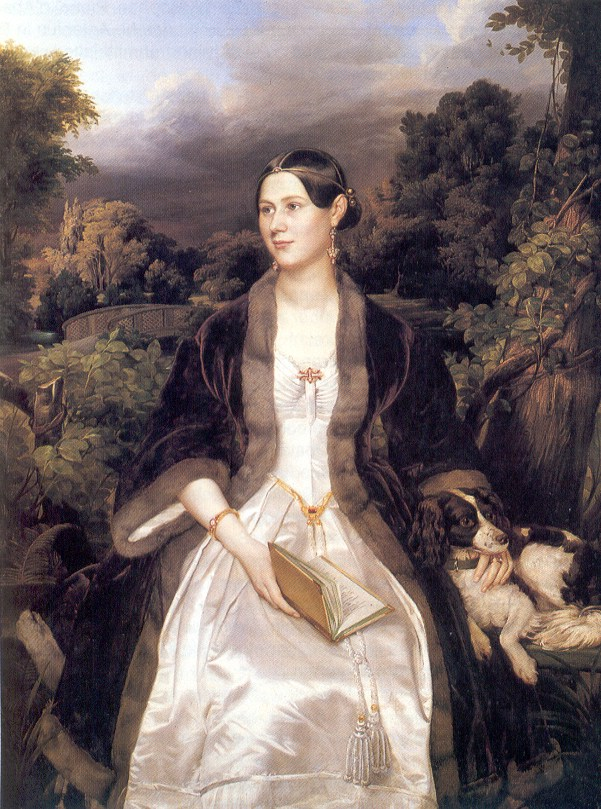
Prinzessin Carl von Preußen (1808–1877), Chefin des Regiments, Gemälde von Julius Schoppe 1838

## Regimentschef
In Anerkennung der Verdienste des Regiments im Feldzug von 1864 ernannte König Wilhelm I. am 7. Dezember 1865 seine Schwägerin Prinzessin Marie von Preußen (Marie von Sachsen-Weimar-Eisenach) zum Chef des Regiments, dort wie auch im übrigen, der damaligen Übung entsprechend, Prinzessin Carl von Preußen genannt. Sie war die Mutter von Friedrich Karl von Preußen, der 1864 als General der Kavallerie den Oberbefehl über die preußischen Truppen in Schleswig-Holstein führte, am 18. April 1864 unter Beteiligung von Batterien des Regiments die Düppeler Schanzen erstürmte und damit im Deutsch-Dänischen Krieg den entscheidenden Sieg für Preußen und Österreich errang. Das Regiment gehört damit zu den wenigen Feldartillerie-Regimentern, die eine fürstliche Person als Chef in ihren Ranglisten geführt haben.

## Kommandeure

„Der Alte“ – Generalmajor Eduard von Tuchsen (1775–1839), Abb. als Oberst und Kommandeur der 7. Artilleriebrigade 1821–1834.

| Dienstgrad                  | Name                        | Datum                                                        |
| --------------------------- | --------------------------- | ------------------------------------------------------------ |
| Oberst/Generalmajor         | Ernst Andreas von Röhl      | 29. Februar 1816 bis 21. Juni 1821                           |
| Major/Oberstleutnant/Oberst | Eduard von Tuchsen          | 22. Juni 1821 bis 25. Januar 1834                            |
| Major                       | Ferdinand von Schlemmer     | 30. März 1834 bis 29. März 1835 (mit der Führung beauftragt) |
| Major/Oberstleutnant/Oberst | Ferdinand von Schlemmer     | 30. März 1835 bis 20. Januar 1847                            |
| Oberst                      | Karl Adolf von Strotha      | 21. Januar 1847 bis 2. März 1848                             |
| Major                       | Slevogt                     | 07. März 1848 bis 30. Juli 1849                              |
| Major/Oberstleutnant/Oberst | Bernhard Leonhardi          | 01. August 1849 bis 12. Oktober 1853                         |
| Oberst                      | August von Kirchfeldt       | 13. Oktober 1853 bis 4. April 1857                           |
| Oberstleutnant/Oberst       | Georg Albano von Jacobi     | 30. April 1857 bis 30. Juni 1860                             |
| Oberst                      | Karl von Graberg            | 01. Oktober 1860 bis 24. Juni 1864                           |
| Oberstleutnant/Oberst       | Hans von Bülow              | 25. Juni 1864 bis 13. Januar 1868                            |
| Oberstleutnant              | Rudolf von Mechow           | 14. Januar 1868 bis 2. März 1870                             |
| Oberstleutnant/Oberst       | Rudolf von Helden-Sarnowski | 03. März bis 1. November 1870                                |
| Oberst                      | Wilhelm Minameyer           | 02. November 1870 bis 25. Oktober 1872                       |
| Oberstleutnant/Oberst       | Karl von Eynatten           | 26. Oktober 1872 bis 12. März 1877                           |
| Major/Oberstleutnant        | Adolf von Schell            | 13. März 1877 bis 9. Dezember 1878                           |
| Oberstleutnant/Oberst       | Karl von Herget             | 10. Dezember 1878 bis 10. Februar 1886                       |
| Oberstleutnant/Oberst       | Karl Nernst                 | 11. Februar 1886 bis 23. März 1890                           |
| Oberst                      | Paul Krahn                  | 24. März 1890 bis 24. August 1891                            |
| Oberstleutnant/Oberst       | Friedrich Thoncke           | 25. August 1891 bis 27. Juli 1897                            |
| Oberst                      | Paul von Salzmann           | 28. Juli 1897 bis 30. September 1899                         |
| Oberst                      | Otto Steinhardt             | 01. Oktober 1899 bis 17. April 1901                          |
| Oberstleutnant/Oberst       | Christian Klein             | 18. April 1901 bis 17. Mai 1905                              |
| Würt. Oberstleutnant/Oberst | Albert von Breuning         | 18. Mai 1905 bis 19. März 1911                               |
| Oberst                      | Ernst Faustmann             | 20. März 1911 bis 30. Mai 1912                               |
| Oberst                      | Maximilian von Reitzenstein | 31. Mai 1912 bis 23. Dezember 1914                           |
| Oberstleutnant/Oberst       | Ernst Wilberg               | 24. Dezember 1914 bis 18. April 1916                         |
| Oberstleutnant              | Adolf von Nachtigal         | 19. April 1916 bis Februar 1917                              |
| Major                       | Gustav Scherer              | Februar 1917 bis September 1918                              |
| Major                       | Max Sixt von Armin          | September 1918 bis Auflösung                                 |

## Bekannte Regimentsangehörige

August Willich (rechts)
im Kampf im amerikanischen Sezessionskrieg

Im Vormärz, den Jahren vor der Revolution von 1848/49, waren die Standorte Münster und Wesel ein Hort der Subversion und republikanischen Gedankenguts. Dem Regiment gehörten Soldaten und Offiziere an, die sich vor allem in Münster in demokratischen Zirkeln trafen und politische Diskussionen führten. Sie dienten in der Folge teils als Kommandeure des badisch-pfälzischen Aufstandes 1849 und wurden, nachdem sie Deutschland verlassen hatten, führende US-Republikaner, Unterstützer Lincolns und Kommandeure der Union im amerikanischen Bürgerkrieg.
- Fritz Anneke (1818–1872), Leutnant, Revolutionär, Auswanderer, später Colonel der Unionsarmee
- Joseph Weydemeyer (1818–1866), Leutnant, Revolutionär, Auswanderer, Lt.-Colonel der 2. Missouri Artillery, 1862–64; 1864 Colonel des 40. Missouri Infantry Regiments der Unionsarmee im Sezessionskrieg, Journalist
- August Willich (1810–1878), Premierleutnant, Revolutionär, Auswanderer, Brigadegeneral der Unionsarmee, Teilnehmer des Sezessionskrieges

## Ehrenmal

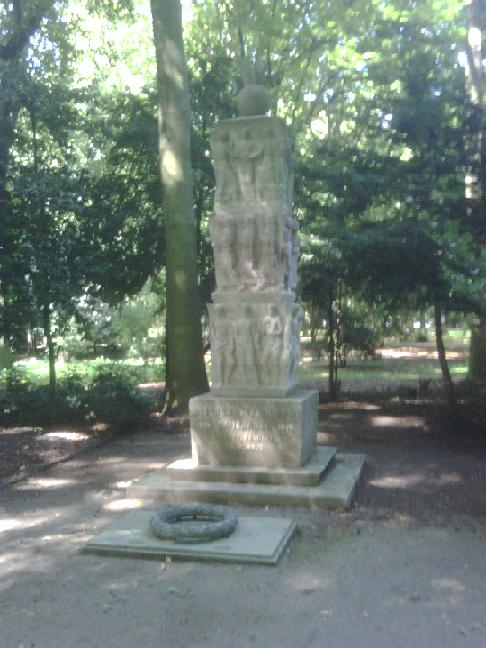
Ehrenmal des Regiments im Hofgarten, Düsseldorf

Das von den Bildhauern Bergmann und Rudolf Zieseniss im Jahr 1928 für die Gefallenen des Ersten Weltkriegs geschaffene Ehrenmal befindet sich im Hofgarten in Düsseldorf nahe der Maximilian-Weyhe-Allee und Kaiserstraße. Vor dem Ehrenmal befindet sich eine 1963 von Rudolf Christian Baisch (1903–1990) geschaffene Bronzeplatte mit Lorbeerkranz für die im Zweiten Weltkrieg gefallenen Soldaten des Artillerie-Regiments Nr. 26.

## Zitate
„Da seine Majestät, unser allergnädigster König, für gut befunden, in Berücksichtigung meiner langjährigen Dienste mich mit dem Charakter als Generalmajor und der verdienten Pension allergnädigst in Ruhestand zu versetzen, so zeige ich dies hiermit meinen Brigadekommando an, welches diese allerhöchste Verfügung durch Zirkulare dem betreffenden Offizierskorps sowie den Batterien und Kompanien mit dem Zusatz bekanntmachen soll, wie sehr es mir leid tut, ein so geregeltes ordentliches Korps, wie meine Brigade von jeher war, verlassen zu müssen und daß ich auch fern von meinen früheren Untergebenen mit Freude der Liebe, die mir neben dem nötigen Gehorsam von ihnen zuteil geworden, gedenken werde. v. T. (Anm.: von Tuchsen), Oberst und Brigadekommandant. – Wie mir beim Lesen dieser Zeilen wurde, kann sich jeder denken. Auch mein Freund schüttelte nachdenklich den Kopf und brauchte mich nicht zu fragen, ob wohl nicht alle, die hier auf der Avancementsliste standen, dieselbe tausendmal zerreißen würden, wenn wir damit den alten guten Oberst erhalten könnten.“ 

## Bildliche Darstellungen
- Richard Knötel: Uniformenkunde. Hamburg 1924 ff. Band XVIII/Blatt 60: Preußen. Das Heer seit 1888. Feld–Artillerie–Regiment Nr. 7. 1907. Kanoniere. Sergeant. Leutnant. Altkolorierte Zinkographie